# Омеше
Омеше (перс. امشه) — село в Ірані, у дегестані Санґар, у бахші Санґар, шагрестані Решт остану Ґілян. За даними перепису 2006 року, його населення становило 795 осіб, що проживали у складі 227 сімей.

## Клімат
Середня річна температура становить 14,46°C, середня максимальна – 28,62°C, а середня мінімальна – -0,10°C. Середня річна кількість опадів – 1207 мм.
| Клімат поселення                              | Клімат поселення | Клімат поселення | Клімат поселення | Клімат поселення | Клімат поселення | Клімат поселення | Клімат поселення | Клімат поселення | Клімат поселення | Клімат поселення | Клімат поселення | Клімат поселення | Клімат поселення |
| Показник                                      | Січ.             | Лют.             | Бер.             | Квіт.            | Трав.            | Черв.            | Лип.             | Серп.            | Вер.             | Жовт.            | Лист.            | Груд.            |                  |
| Середній максимум, °C                         | 8,89             | 9,25             | 11,71            | 17,66            | 21,83            | 25,40            | 28,62            | 28,20            | 24,82            | 21,26            | 16,90            | 12,46            |                  |
| Середня температура, °C                       | 4,39             | 4,74             | 7,21             | 13,15            | 17,32            | 20,91            | 24,22            | 23,79            | 20,41            | 16,85            | 12,50            | 8,06             |                  |
| Середній мінімум, °C                          | −0,1             | 0,23             | 2,69             | 8,65             | 12,81            | 16,40            | 19,81            | 19,38            | 16,01            | 12,46            | 8,09             | 3,64             |                  |
| Норма опадів, мм                              | 125              | 101              | 90               | 49               | 47               | 32               | 32               | 62               | 132              | 203              | 180              | 154              |                  |
| Середньомісячна швидкість вітру, м/с          | 2.30             | 2.40             | 2.40             | 2.30             | 2.31             | 2.56             | 2.60             | 2.30             | 2.10             | 2.10             | 2.00             | 2.07             |                  |
| Середньомісячна сонячна радіація, кДж/м²·день | 6874             | 8962             | 10966            | 15572            | 19877            | 21906            | 22589            | 19137            | 15622            | 10793            | 8619             | 6615             |                  |
| --------------------------------------------- | ---------------- | ---------------- | ---------------- | ---------------- | ---------------- | ---------------- | ---------------- | ---------------- | ---------------- | ---------------- | ---------------- | ---------------- | ---------------- |
| Джерело:                                      |                  |                  |                  |                  |                  |                  |                  |                  |                  |                  |                  |                  |                  |